# Zhuji, Henan
Zhuji (kinesiska: 朱集, 朱集镇) är en köping i Kina. Den ligger i provinsen Henan, i den centrala delen av landet, omkring 220 kilometer söder om provinshuvudstaden Zhengzhou. Antalet invånare är 56408. Befolkningen består av 28 897 kvinnor och 27 511 män. Barn under 15 år utgör 26,0 %, vuxna 15-64 år 64 %, och äldre över 65 år 9,0 %.
Genomsnittlig årsnederbörd är 1 010 millimeter. Den regnigaste månaden är augusti, med i genomsnitt 197 mm nederbörd, och den torraste är januari, med 12 mm nederbörd.